# 那珂市
那珂市（なかし）は、茨城県県央地域にある市。2005年（平成17年）市制施行。

## 概要
那珂台地を占め、北は常陸太田市と常陸大宮市、北東は日立市、東はひたちなか市と那珂郡東海村、南は県庁所在地の水戸市、西は東茨城郡城里町とそれぞれ隣接し、市制施行前の20世紀末後半は、水戸市やひたちなか市のベッドタウンとして人口が増加していた。

## 地理
- 河川：那珂川、久慈川

### 隣接する自治体
- 水戸市
- ひたちなか市
- 常陸太田市
- 日立市
- 常陸大宮市
- 那珂郡東海村
- 東茨城郡城里町

## 歴史
- 1897年（明治30年）11月16日 - 太田鉄道（現在の水郡線）が開業。
- 1953年（昭和28年）5月18日 - 国道118号が制定。
- 1955年（昭和30年）3月31日 - 那珂郡菅谷町・神崎村・木崎村・五台村・戸多村・額田村・芳野村が新設合併して那珂町となる。県内では鹿島郡神栖町、猿島郡総和町、稲敷郡阿見町に次いで4番目に人口規模の大きな町であった。
- 1957年（昭和32年）6月1日 - 国田村の上国井の一部を編入。
- 1989年（平成元年）3月1日 - 勝田市と境界変更。
- 1990年（平成2年）
  - 3月1日 - 一部を勝田市に編入（境界変更）。
  - 12月1日 - 勝田市の一部を編入（境界変更）。
- 1991年（平成3年）10月1日 - 水戸市と境界変更。
- 1993年（平成5年）11月1日 - 水戸市と境界変更。
- 1995年（平成7年）3月1日 - 水戸市と境界変更。
- 2005年（平成17年）1月21日 - 那珂郡瓜連町を編入、市制施行して那珂市となる。合併時の那珂町の面積は約83.14 km2、人口は約4万6千人。
- 2009年（平成21年）10月17日 - 市民歌「輝く未来へ」および市民音頭「いいねなかなか」を制定。

## 人口
| |                                        |  |
| 那珂市と全国の年齢別人口分布（2005年） | 那珂市の年齢・男女別人口分布（2005年） |  |
| ■紫色 ― 那珂市 ■緑色 ― 日本全国 | ■青色 ― 男性 ■赤色 ― 女性              |  |
| 那珂市（に相当する地域）の人口の推移 \| 1970年（昭和45年） \| 38,256人 \| \| \| 1975年（昭和50年） \| 41,330人 \| \| \| 1980年（昭和55年） \| 44,768人 \| \| \| 1985年（昭和60年） \| 47,388人 \| \| \| 1990年（平成2年） \| 51,078人 \| \| \| 1995年（平成7年） \| 54,178人 \| \| \| 2000年（平成12年） \| 55,069人 \| \| \| 2005年（平成17年） \| 54,705人 \| \| \| 2010年（平成22年） \| 54,240人 \| \| \| 2015年（平成27年） \| 54,276人 \| \| \| 2020年（令和2年） \| 53,502人 \| \| |                                        |  |
| 総務省統計局 国勢調査より |                                        |  |
| 1970年（昭和45年） | 38,256人                               |  |
| 1975年（昭和50年） | 41,330人                               |  |
| 1980年（昭和55年） | 44,768人                               |  |
| 1985年（昭和60年） | 47,388人                               |  |
| 1990年（平成2年） | 51,078人                               |  |
| 1995年（平成7年） | 54,178人                               |  |
| 2000年（平成12年） | 55,069人                               |  |
| 2005年（平成17年） | 54,705人                               |  |
| 2010年（平成22年） | 54,240人                               |  |
| 2015年（平成27年） | 54,276人                               |  |
| 2020年（令和2年） | 53,502人                               |  |

## 行政
- 市長：先崎光（2019年（平成31年）2月13日就任、2期目）[2]

| 代  | 氏名     | 就任日        | 退任日        | 備考       |
| --- | -------- | ------------- | ------------- | ---------- |
| 1-2 | 小宅近昭 | 2005年1月21日 | 2011年2月12日 | 元那珂町長 |
| 3-4 | 海野徹   | 2011年2月13日 | 2019年2月12日 |            |
| 5-6 | 先崎光   | 2019年2月13日 | 現職          |            |

市役所支所
- 那珂市役所
所在地:〒311-0118 茨城県那珂市福田1819-5番地
- 那珂市役所瓜連支所
所在地: 〒319-2192 茨城県那珂市瓜連321番地

## 産業
- ソニー・ミュージックソリューションズ 茨城プロダクションセンター
- 木内酒造

### 金融機関
- 常陽銀行
  - 菅谷支店
  - 瓜連支店
- 筑波銀行
  - 那珂支店
- 水戸信用金庫
  - 菅谷支店
- 茨城県信用組合
  - 那珂支店
  - 菅谷支店（那珂支店内）
- 常陸農業協同組合
  - 那珂支店
  - 瓜連支店

### 郵便局
- 那珂郵便局（06020）- 集配局、ゆうゆう窓口設置局、風景印設置局
- 瓜連郵便局（06078）- 風景印設置局
- 額田郵便局（06088）
- 戸多郵便局（06222）
- 木崎郵便局（06307）
- 那珂五台郵便局（06330）
- 那珂向山郵便局（06423）- 風景印設置局
- 那珂菅谷郵便局（06476）
- 那珂竹の内郵便局（06478）
- 那珂中台簡易郵便局（06749）
- 那珂飯田簡易郵便局（06754）
- 芳野簡易郵便局（06778）

## 学校

### 幼稚園
出典：
- 那珂市立ひまわり幼稚園[注釈 1]
- 大成学園幼稚園[4]

### 小学校
出典：
- ばら野学園那珂市立菅谷西小学校
- ばら野学園那珂市立五台小学校
- 青遙学園那珂市立横堀小学校
- 青遙学園那珂市立額田小学校
- 緑桜学園那珂市立芳野小学校
- 緑桜学園那珂市立木崎小学校
- わかすぎ学園那珂市立菅谷小学校
- わかすぎ学園那珂市立菅谷東小学校
- 白鳥学園那珂市立瓜連小学校

### 中学校
出典：
- ばら野学園那珂市立第一中学校
- 青遙学園那珂市立第二中学校
- 緑桜学園那珂市立第三中学校
- わかすぎ学園那珂市立第四中学校
- 白鳥学園那珂市立瓜連中学校

### 高等学校
- 茨城県立水戸農業高等学校
- 茨城県立那珂高等学校

### 短期大学
- 茨城女子短期大学

## 交通

### 鉄道
東日本旅客鉄道（JR東日本）
- 水郡線
  - 後台駅 - 下菅谷駅 - 中菅谷駅 - 上菅谷駅 - 常陸鴻巣駅 - 瓜連駅 - 静駅
  - 上菅谷駅 - 南酒出駅 - 額田駅

- 中心となる駅：上菅谷駅

本米崎地区は東海村の常磐線東海駅が近い。また、ひたちなか市の常磐線佐和駅、水郡線常陸津田駅が近い地域もある。

### バス

#### 高速バス
- 茨城交通・JRバス関東
  - 常陸太田 - 那珂市役所 ⇔ 東京駅・新宿駅（新宿・東京 - 常陸太田線）
  - 大子 - 常陸大宮 - 瓜連 - 鴻巣 ⇔ 東京駅・新宿駅（新宿・東京 - 常陸大宮・大子線）

いずれも那珂インターチェンジ経由の高速バス。

#### 路線バス
- 茨城交通
  - 水戸駅 - 文京町 - 木の倉 - 豊喰 - （一部那珂西部工業団地経由） - 瓜連 - 大宮営業所
  - 水戸駅・茨大前営業所 - 文京町 - 木の倉 - 水農前 - 那珂高校 - 後台駅入口 - 青柳町 - 水戸駅
  - 水戸駅 - 文京町 - 国田 - 下江戸
  - 上菅谷駅 - 常陸太田駅 - 下井戸 - 一高前 - 常陸太田特別支援学校下
  - 上菅谷駅 - 常陸太田駅 - 内堀町 - 増井車庫
その他、東海駅発着の路線バスが、わずかに市内を通過する。
- 那珂市コミュニティバスは2020年（令和2年）3月をもって全路線廃止となった。

#### デマンド交通
- ひまわりタクシー - 市内居住者向けの予約制乗合タクシーサービスで、利用には市への事前登録が必要。原則として市内居住者のみの利用しか認められないが、介助者については市外居住者であっても、要介助者と同乗する場合に限り利用できる。ただし、介助者についても事前登録が必要である。登録申請後、登録証が送られてくる[5]。
  - 運行日：月曜日から土曜日（日曜日、祝日及び年末年始（12月29日～1月3日）は運休）　
  - 運行本数：8時から17時の間の毎正時に運行事業所を出発し（10便）、1便毎に最大6台が運行される。
  - 利用予約：事前予約制で、出発時間毎に定められた期間内に運行事業者に予約をする必要がある。
  - 利用料金：利用者の年齢、障がい等の有無、市内のみの乗降か水戸市内の乗降（指定箇所のみ）かによって、無料から600円までの間で、料金が変わる。支払い方法は、利用券のみで、現金での支払いはできない。利用券は、市役所の他、運行事業者に予約の際に乗車時に購入する旨伝える必要がある。券種は300円10枚綴りか、100円10枚綴りの2種類のみである。
  - 乗降場所:申請時に登録した市内の自宅の他、公共施設、医療機関、金融機関、大型商業施設、接骨・整骨院、福祉施設等あらかじめ決められた乗降場所間の利用しかできない[6]。2019年（平成31年）4月1日より、那珂市外の水戸駅北口（降車のみ）と水戸京成百貨店（乗降可）への利用範囲拡大と車両の増車・便数の増便・土曜日の運行の実証運行を行っている。

### 道路
高速道路
- E6常磐自動車道
  - 那珂IC

一般国道
- 国道6号
- 国道118号
- 国道349号
- 国道400号（那珂市内は全区間、国道118号と重複。）

県道
- 主要地方道
  - 茨城県道31号瓜連馬渡線
  - 茨城県道38号那珂湊那珂線
  - 茨城県道61号日立笠間線
  - 茨城県道62号常陸那珂港山方線
  - 茨城県道63号水戸勝田那珂湊線
  - 茨城県道65号那珂インター線
- 一般県道
  - 茨城県道102号長沢水戸線
  - 茨城県道104号那珂瓜連線
  - 茨城県道168号静常陸大宮線
  - 茨城県道169号菅谷小原内水戸線
  - 茨城県道172号額田南郷田彦線
  - 茨城県道314号上菅谷停車場線
  - 茨城県道315号下宿常陸鴻ノ巣停車場線
  - 茨城県道317号瓜連停車場線
  - 茨城県道356号城里那珂線

## 名所・旧跡・観光スポット・祭事・催事
- 一の関ため池親水公園（白鳥渡来地）
- 茨城県植物園
- 古徳沼（白鳥渡来地）

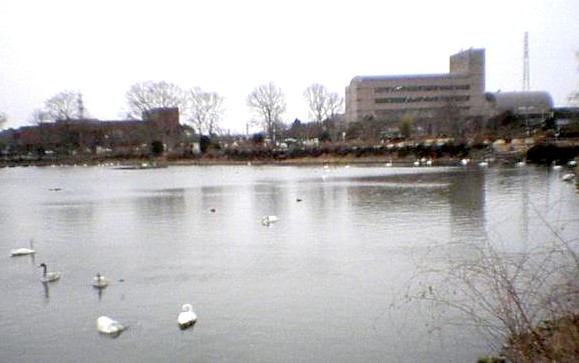
一の関ため池親水公園

- 静峰ふるさと公園（日本さくら名所100選）
- 静神社（常陸二の宮）
- 常福寺
- 西福寺跡 - 市指定文化財の五輪塔がある
- 量子科学技術研究開発機構那珂核融合研究所（核融合実験装置JT-60を保有）
- サスガ☆カミスガ（JR水郡線上菅谷駅前）4月と10月に開催
- ガヤガヤ☆カミスガ（同上）6月と12月と2月に開催
- なかひまわりフェスティバル（那珂総合公園）8月に開催

## 姉妹都市・提携都市
- 横手市（秋田県） - 2004年（平成16年）10月22日 友好都市締結[7][8]
佐竹氏の家臣であり戸村城主だった戸村氏が、1602年に那珂から秋田に移り、1672年より戸村氏が横手城代を務めたという歴史的経緯により交流が深まり、締結へとつながった。
- オークリッジ市（アメリカ合衆国テネシー州）
1990年（平成2年）10月29日 国際親善姉妹都市調印
- 台南市（台湾)　　　
2024年5月6日　友好交流協定締結　
飛虎将軍廟の御神体、杉浦茂峰の母の出身地が那珂市菅谷であることをきっかけとして市民レベルの交流があったが、正式に協定を締結した。　[9]

## 出身者
- 海後磋磯之介（勤王志士、桜田十八士の一人）
- 根本正（藩士・政治家、元衆議院議員）
- 勝山淳（海軍少佐）
- 岩上二郎（政治家、元茨城県知事）
- 小沼正（実業家）
- 菱沼五郎（政治家・実業家、茨城県議会第67代議長）
- まついえつこ（作曲家・編曲家・歌手）
- ローカル岡（漫談家）
- 小林光一（歌手、MAYKIDZ、SAY MY NAME.、超飛行少年）
- 菅野光夫（プロ野球選手）
- 檜山良昭（推理作家）